# Le Chemin de la vérité
Le chemin de la vérité (Travessia) est une telenovela brésilienne produite et diffusée entre le 10 octobre 2022 et le 5 mai 2023 sur Rede Globo.
En France d'outre-mer, le feuilleton a été remonté en 80 épisodes de 45 minutes et diffusé entre le 22 août 2023 et le 30 octobre 2023 sur le réseau La 1ère.

## Synopsis
Ari (Chay Suede) et Brisa (Lucy Alves) ont tous deux grandi dans l'État du Maranhão, au Brésil. Depuis l'enfance, ils s'aiment éperdument. Ari est très protecteur envers sa mère Núbia (Drica Moraes), une commerçante du coin qui a toujours investi son argent pour donner à son fils un avenir meilleur, tandis que Brisa a grandi orpheline et été élevée par sa marraine Creusa (Luci Pereira). Au fil des années, Brisa est devenue une femme déterminée et combative, Ari a quant à lui réussi à obtenir un diplôme en architecture et se consacre à la défense du patrimoine historique du Maranhão.
Lorsqu'ils découvrent qu'ils attendent un enfant, Ari et Brisa décident de se fiancer, contre la volonté de Núbia, qui n'a jamais approuvé la relation de son fils. Sur le point d'officialiser le mariage, Ari a l'occasion de se rendre à Rio de Janeiro et d'enquêter sur les démarches d'une société qui prévoit de démolir l'une des demeures historiques du Maranhão. Face à son absence, Brisa est de plus en plus impatiente. Elle rêve d'officialiser leur union, mais remarque rapidement que le futur marié prend ses distances et ne répond plus à ses appels. Sur un coup de tête, elle décide de se rendre à Rio de Janeiro afin d'obtenir des explications.
Au même moment, au Portugal, un adolescent manipule une image dans une vidéo, remplaçant le visage d'une kidnappeuse d'enfants par le visage de Brisa. L'histoire se répand sur Internet et le scandale éclate. Brisa, sur le point de prendre un bus pour Rio, est reconnue dans la rue et se retrouve bientôt encerclée par la population de la ville, l'accusant d'être une criminelle. 
Comment Brisa va-t-elle se sortir de cette situation ? Quels impacts ce fait divers aura-t-il sur sa vie ?

## Distribution

### Rôles principaux
| Acteur/Actrice     | Personnage                                 |
| ------------------ | ------------------------------------------ |
| Lucy Alves         | Brisa Ribeiro                              |
| Rômulo Estrela     | Oto Rivabianchi Medeiros Lobo              |
| Chay Suede         | Ariovaldo Fernandes de Souza (Ari)         |
| Jade Picon         | Chiara Guerra                              |
| Humberto Martins   | Jorge Luiz Guerra (Guerra)                 |
| Giovanna Antonelli | Heloísa Sampaio Viana (Helô)               |
| Alexandre Nero     | Dr. Stenio Alencar                         |
| Rodrigo Lombardi   | André Moretti (Moretti)                    |
| Alessandra Negrini | Guida Alencastro Sampaio                   |
| Cássia Kis         | Cidália Bastos                             |
| Drica Moraes       | Núbia Fernandes                            |
| Marcos Caruso      | Prof. Dante Barreto                        |
| Vanessa Giácomo    | Leonor Alencastro Sampaio                  |
| Dandara Mariana    | Talita Queiroz                             |
| Indira Nascimento  | Drª. Laís Monteiro                         |
| Aílton Graça       | Abdias Monteiro (Monteiro)                 |
| Ana Lúcia Torre    | Maria Luiza Sampaio Alencastro (Cotinha)   |
| Luci Pereira       | Creusa Macedo Matos                        |
| Rafael Losso       | Gilberto do Nascimento (Gil)               |
| Thiago Fragoso     | Carlos Henrique Junqueira (Caíque)         |
| Clara Buarque      | Beatriz Correia Soares (Bia)               |
| Guilherme Cabral   | Rudá Sampaio                               |
| Flávia Reis        | Marineide Cunha                            |
| Nando Cunha        | Joel Cunha                                 |
| Danielle Olímpia   | Karina Cunha                               |
| Duda Santos        | Isabel Monteiro (Isa)                      |
| Ricardo Silva      | Theo Monteiro                              |
| Renata Tobelem     | Dina                                       |
| Yohama Eshima      | Yone                                       |
| Claudia Mauro      | Pilar                                      |
| Bel Kutner         | Lídia                                      |
| Raul Gazolla       | Vandami                                    |
| Isabelle Nassar    | Sarah                                      |
| Betty Gofman       | Olímpia Gomes                              |
| Orã Figueiredo     | Nunes                                      |
| Camila Rocha       | Tininha                                    |
| Dudha Moreira      | Iracema (Cema)                             |
| Aliny Ulbricht     | Rose                                       |
| Gero Camilo        | Wesley / Lucía Del Mar                     |
| Nathalia Falcão    | Júlia (Julinha)                            |
| Aoxi               | Silene                                     |
| Iago Pires         | Espeto                                     |
| Mariana Consoli    | Ciça                                       |
| José Rubens Chachá | Montez                                     |
| Noémia Costa       | Inácia                                     |
| Caroline Verban    | Olívia                                     |
| Tabata Contri      | Drª. Juliana Silvestre                     |
| Thayssa Szapiro    | Drª. Flora                                 |
| André Dale         | Brandão                                    |
| Marcos Hollanda    | Valdir                                     |
| Marcelo Brou       | Acácio                                     |
| Sura Berditchevsky | Cigana                                     |
| Priscila Vilela    | Adalgisa                                   |
| João Cunha         | Zé                                         |
| Vicente Alvite     | Antônio Ribeiro Fernandes de Souza (Tonho) |

### Participations spéciales
| Acteur/Actrice         | Personnage                   |
| ---------------------- | ---------------------------- |
| Grazi Massafera        | Débora Aguiar                |
| Vera Zimmermann        | Drª. Jussara Lima            |
| Maria Ceiça            | Drª. Rosângela Mattos        |
| Giullia Buscacio       | Bruna Schuller               |
| Tati Quebra Barraco    | Délia                        |
| Paulo Tiefenthaler     | José Mário (Zezinho)         |
| Cláudio Tovar          | Max / Bruna Schuller         |
| Francisca Queiroz      | Vera                         |
| Joelson Medeiros       | Vidal                        |
| Murilo Grossi          | Delegado Paranhos            |
| Nikolas Antunes        | Marcelo Jordão               |
| Cacá Amaral            | Juíz                         |
| Joana Solnado          | Amália                       |
| Sylbeth Soriano        | Sheila Maria                 |
| Gláucio Gomes          | Dr. Falcão                   |
| Vinícius Moreno        | Vinícius                     |
| Rafael Baronesi        | DJ                           |
| Júlio Levy             | Dr. Gouveia                  |
| Denise Milfont         | Delegada Wanda               |
| Paulo Verlings         | Rubens                       |
| Marcello Escorel       | Delegado Diogo               |
| Drico Alves            | Ivan                         |
| Tom Karabachian        | Nando                        |
| Renata Castro Barbosa  | Vera                         |
| Talita Castro          | Investigadora Patrícia       |
| Luana Tanaka           | Kátia                        |
| Mariana Vaz            | Luana                        |
| Ricardo Vianna         | Alex                         |
| Aline Menezes          | Íris                         |
| Leona Santos           | Belle                        |
| Fuega                  | Mami                         |
| Ariane Souza           | Léa                          |
| Alcemar Vieira         | Dr. Jatobá                   |
| Paula Possani          | Miranda                      |
| Dionísio Neto          | Jonas                        |
| Daniela Pessoa         | Semíramis                    |
| Ronald Sotto           | Haroldo                      |
| Vera Ferreira          | Edite                        |
| Bruno Jablonski        | Cláudio                      |
| Wilson Rabelo          | Isaías                       |
| Guilherme Acrízio      | repórter                     |
| Thiago Justino         | Dr. Guedes                   |
| Ademir de Souza        | Seu Pedro                    |
| Pedro David            | João Henrique                |
| Zu Vedovato            | Jéssica                      |
| Thiago Voltolini       | Duda                         |
| Mozart Carvalho        | Miro                         |
| Cláudio Cinti          | Durval                       |
| Simão Fumega           | amigo de Rudá                |
| Gabriel Scribel        | amigo de Rudá                |
| Vinícius Albuquerque   | amigo de Chiara              |
| Rafael Telles          | amigo de Chiara              |
| Tina Carsan            | amiga de Chiara              |
| Lorenna Amaral         | amiga de Chiara              |
| Viviane de Assis       | dançarina do Encanto da Vila |
| Priscila Reis          | namorada de Ari              |
| Christian Guedes       | amigo de Theo                |
| Bruno Rocha            | Paquera de Núbia             |
| Maria Mônica Passos    | Empregada de Guerra          |
| Samir Murad            | Médico de Débora             |
| Carolina Pismel        | Enfermeira Ana               |
| Aldo Perrotta          | Presidiário                  |
| Rafa Vachaud           | Passageiro                   |
| Laércio Fonseca        | porteiro do abrigo           |
| Mariah Yohana          | Brisa (criança)              |
| João Bravo             | Ari (criança)                |
| Melissa Halles         | Chiara (bebê)                |
| Gabriely Mota          | Tininha (criança)            |
| Gustavo Fernandes Lima | Jorge Luiz Guerra Neto       |
| Ana Maria Braga        | ela mesma                    |
| Xamã                   | ele mesmo                    |
| Martinho da Vila       | ele mesmo                    |
| Mart'nália             | ela mesma                    |
| Dudu Nobre             | ele mesmo                    |
| Mosquito               | ele mesmo                    |
| Milton Cunha           | ele mesmo                    |
| Isabelita dos Patins   | ela mesma                    |
| Alcione                | ela mesma                    |
| Fafá de Belém          | ela mesma                    |
| Thiaguinho             | ele mesmo                    |
| Pabllo Vittar          | ela mesma                    |
| Fundo de Quintal       | eles mesmos                  |
| Narcisa Tamborindeguy  | ela mesma                    |
| Cristiano Nabuco       | ele mesmo                    |
| Divina Valéria         | ela mesma                    |
| Suzy Brasil            | ela mesma                    |
| Pedrinho do Cavaco     | ele mesmo                    |

## Version française
La version française est assurée par Studio Plug-in au Maroc.
Avec les voix d'Adrien Caminada, Anna Fhima, Guillaume Escaffre, Jean-Albert Margaine, Fanny Dalmau, Serge Barreau, Olivier Muletet, Martin Girard, Dominique Saouri, Odile Roehrig, Mouna Belgrini, Letizia Costantini, Sophie Pastrana, Mounia Bennis, Emmanuelle Brindel, Hind Houari, Camille Bechta, Nicolas Raydet, Farida Hamou, Yazid El Hachimi, Vanessa Lefebvre, Eric Cuvelier, Christophe Cerdino, Michèle Lopez, Layla Hajji, Rodolphe Abbassi, Dounia ElMedkouri et Gabriel Delmas.